# 比利亚拉科
比利亚拉科，是西班牙卡斯蒂利亚-莱昂帕伦西亚省的一个市镇。 总面积18平方公里，总人口75人（2001年），人口密度4人/平方公里。